# 青山透子
青山 透子（あおやま とうこ）は、日本航空123便墜落事故を題材とするノンフィクション作家。元日本航空の客室乗務員。

## 来歴
1985年に日本航空で客室乗務員となり国際線を担当し、国内線乗務時に当該事故の客室乗務員と同じグループに所属した。退職後は日本航空のサービス関連子会社で公私団体の接遇教育や人材育成プログラム開発に携わる。
当該事故から20数年後に先輩たちとの思い出話を綴る際、事故当時の新聞記事を読む。それまでは「後部圧力隔壁破壊」が事故原因と思い込んでいたが、航空事故調査委員会の調査に疑問を持つ。
東京大学大学院新領域創成科学研究科博士課程修了、当該事故の資料や日本および米国公文書を調査する。
2017年に『日航123便墜落の新事実：目撃証言から真相に迫る』が10万部のベストセラーとなり、本屋大賞ノンフィクション部門で最終選考候補となる。『日航123便墜落 遺物は真相を語る』（2018年）、『日航123便 墜落の波紋：そして法廷へ』（2019年）とともに、3年連続全国学校図書館協議会選定図書に選定される。
2019年7月16日に早稲田大学で行われたシンポジウム「情報公開と知る権利--今こそ日航123便の公文書を問う」で、弁護士の三宅弘、獨協大学教授の森永卓郎とともに講演した。
事故遺族の吉備素子が会長を務める「日航123便墜落の真相を明らかにする会」（以下「真相を明らかにする会」）では事務局を担当する。
2021年3月26日に前出「真相を明らかにする会」会長と123便副操縦士の遺族は、ボイスレコーダーとフライトレコーダーのデータ開示を求めて東京地方裁判所へ提訴したが、2022年10月13日に東京地裁は請求を棄却した。2023年2月18日の訴訟報告会と講演会で、弁護団の三宅弘が経過報告を、青山は講演を行った。会は経緯をウェブサイトで公表している。

## 論調
- 123便は自衛隊のミサイル誤射で撃墜された、との疑念を主張する。

事故の1985年8月12日に88式地対艦ミサイルの射撃実験は予定もなく、対艦ミサイルで艦船よりも速く移動する航空機を追尾することは不可能、など多くの矛盾点が指摘されている。また、軍事ジャーナリストの黒井文太郎は「もし自衛隊のミサイルが撃ち落していたのであれば、指示を出した人や実行した人全てに箝口令を敷き、且つ痕跡も完璧に消し去らなければならない。そんなことは不可能です」と語っている。
- 事故の520遺体は旅客機事故であり得ない焼損状態で、一般人は入手不能な武器燃料で焼かれた、との可能性を主張する。

事故当時、日本航空の労働組合で役員を務めていた、航空評論家の秀島一生は「私自身、日航123便の事故の調査報告書は正確ではないのではないかとの疑念を抱いていますが、それにしてもこの本は話が飛躍し過ぎています。自衛隊のミサイルが機体に当たった根拠が全く示されていませんし、遺体の焼け方が激しかった例としては72年の日航ニューデリー墜落事故が挙げられ、123便に限った話ではありません。事故原因の真相解明を求める声が、この本のような陰謀論と一緒くたにされてしまいかねず、非常に困ります」と語っている。
- 公式記録に存在しない、ファントム2機が日航機を追尾していたという目撃証言

静岡県藤枝市上空を18時35分頃、群馬県吾妻郡上空を18時40分頃にファントム2機が通過したという目撃情報から、墜落前に航空自衛隊では日航機を追尾して飛行状況を確認し、墜落するその時までしっかりと見ていたと主張している。しかし、これらの地域の直線距離は約200kmであり、5分で飛行したとなると速度は1.96マッハ (2,401.09 km/h)にのぼり、離陸から加速までの時間を考慮すると、それ以上の速度が必要となる。超音速飛行には様々な制約があるうえに、目視できる高度でこの速度に達すればソニックブームによる影響で地上の家屋で被害が出たり、爆音によって目撃者が多くいたはずだと指摘されている。
その他、地理的に不可能な群馬県上野村からとされる目撃情報など、客観的論証や物理的根拠の裏付けがない伝聞に依拠する記述がある。
なお、上野村からの目撃情報を検証するべく週刊文春が情報の提供を求めたが、拒否している。

## 著書
- 『天空の星たちへ：日航123便 あの日の記憶』2010年4月29日、マガジンランド ISBN 4-94410-190-2
- 『日航123便 墜落の新事実：目撃証言から真相に迫る』2017年7月30日、河出書房新社 ISBN 978-4-309-02594-0 - 全国学校図書館協議会選定図書
- 『日航123便墜落 疑惑のはじまり：天空の星たちへ』2018年5月28日、河出書房新社 ISBN 978-4-309-02702-9
- 『日航123便墜落 遺物は真相を語る』2018年7月21日、河出書房新社 ISBN 978-4-309-02711-1 - 全国学校図書館協議会選定図書
- 『日航123便 墜落の波紋：そして法廷へ』2019年7月12日、河出書房新社 ISBN 978-4-309-02812-5 - 全国学校図書館協議会選定図書
- 『日航123便墜落：圧力隔壁説をくつがえす』2020年7月21日、河出書房新社 ISBN 978-4-309-02906-1
- 『日航123便墜落事件 JAL裁判』2022年12月2日、河出書房新社 ISBN 978-4-309-03052-4
- 『日航123便墜落事件 隠された遺体』2024年8月13日、河出書房新社 ISBN 978-4-309-03202-3

### 監修
- 『マンガ 誰も書かない「真実」：日航123便はなぜ墜落したのか』森永卓郎:著, 青山透子:監修, 前山三都里:マンガ、宝島社、2024年7月

### 著作に関する議論・問題点
2025年（令和7年）4月10日、参議院外交防衛委員会で質問に立った佐藤正久議員は、青山の書籍を要約して読み上げ、政府に事故と著作に関する認識を求めた。これに対して高橋克法国土交通副大臣が、事故の調査報告書に基づき「事故原因については、後部圧力隔壁の不適切な修理に起因し、後部圧力隔壁が損壊したこと」と回答。続いて中谷元防衛大臣が「自衛隊が墜落に関与したということは断じてない」、「このようなことは偽情報である」として青山の著作の内容を否定した。
これに対し2025年5月2日、青山は産経新聞に以下の反論を投稿している。
青山は上記のように「科学的調査分析を行っている。」としているが、自身の著書である『日航123便 墜落の新事実：目撃証言から真相に迫る』内には、科学的調査分析をした根拠は書かれていない。以下に一例を記す。
- 墜落現場で”「航空燃料の臭いではなくコールタールとガソリンとが混ざった臭いがした。」と生存者を発見した地元消防団の方々の証言している。消防団の方にとって、灯油とガソリンとの違いは明確につく”との記述がP23にあるが、その証言者の名前も両油種の違いが分かると言う科学的・客観的根拠が示されていない。また”航空燃料の臭いではないと消防団の方が明言している”とするが、現場で航空燃料の臭いがしないのはおかしい。

加えて、P177にはコールタールとガソリンとが混ざった臭いから火炎放射器の燃料であるとする記載があるが、火災現場では木材やプラスチックなどの機体部品や乗客の荷物など石油由来のものも燃えている。それらが混ざり合っているのに、これをもって火炎放射器の燃料だとする理由には触れられていない。また”航空燃料の臭いではない”としているが、航空燃料が燃えた現場でなぜ航空燃料の燃焼臭がしないのかについては記載がない。加えて、火炎放射器の燃料について”大学の研究者、元自衛隊関係者、軍事評論家などに問い合わせた結果、火炎放射器の燃料がガソリンとタールの混合物だと分かった”としているが、誰がそのように言ったのかは述べられていない。
- P181には、なんらかの外部からの指示により（123便は）横田基地ではなく山岳地帯に向かったとしているが、操縦不能である事実と整合しない。また、操縦不能であることはP181で青山自身も認めており、自己矛盾が生じている。

- 機体からの落下物について、相模湾の海底調査を行わないことを”水深160メートルと言えば発見は容易なはず”とするが、そのように判断する根拠は示されていない（P19）。
- 123便の異常発生前に乗客が機外を撮影した写真について、”オレンジ色に見える”と根拠を示さない記述がある（P37）。また、この写真を撮影した乗客家族が交わした会話なるものの記述がある（P50）。具体的には”娘の知佐子さん（十歳）と妻の昌子さん（四十一歳）が窓の外に何か変なものが見えると言っている。妻と娘が指さす方向を見ると、何やらオレンジ色のような物体が近づいてきたので撮ったと思われる”と、何故か全員が死亡している家族の会話とされる記述がある。
- ”赤い飛行機を目撃した地元の人たち”（P189）や、ファントム2機を目撃した非番の自衛隊員（P22）など、いずれも氏名の記載がない。
- 前述のオレンジ色の物体と、青山がしている写真の黒点について、「画像専門の解析をする研究所で拡大分析をした結果オレンジ色になる事が分かった。」としているが（P110）、その研究所がどこなのかの記述はない。
- P119～P120にかけて、藤枝市に勤務する小林美保子なる人物が、”機体下部に濃いオレンジ色の部分が見えた”と証言した、との記述がある。加えて小林美保子なる人物は、”はっきりと窓が見えるほど低い高度で飛ぶジャンボジェット機を目撃した”としている。しかしながら、フライトレコーダー、並びにボイスレコーダーの記録によれば、藤枝市上空での123便の飛行高度は22,000～24,000フィート以上である。